# الفندارة
الفندارة قرية وبلدية تتبع منطقة مصياف في غرب محافظة حماة في سورية.